# Paul Stern
Paul Stern (1892-1948) est un joueur de bridge autrichien et un diplomate. Il créa la Fédération autrichienne de bridge (Österreichischer Bridgesportverband - ÖBV) en 1929 dont il fut le 1er président. En 1935, il a développé le système autrichien[Lequel ?]. Il a quitté son pays en 1938 et est naturalisé britannique. Il était un bidding theorist et un administrateur qui a contribué largement au développement du jeu.